# Barselona
Barselona er en dansk popduo dannet i 2016 af Rud Aslak og Rasmus Theodor.

## Historie
Aslak (født 8. april 2000) fra Frederiksberg og Theodor fra Odense (født 21. marts 1999) dannede bandet efter at have gået på Ollerup Efterskole på Sydfyn fra 2015 til 2016. Gruppen udgav i september 2017 debut-ep'en Drengepop, der fulgte op på tre uofficielle mixtapes udgivet på Soundcloud i løbet af 2016. I 2018 udgav de ep'en Sommerkys, og i 2019 udgav de albummerne Legebørn og Hjertebank.
I 2017 spillede Barselona på Rising-scenen på Roskilde Festival, og i 2019 vendte de tilbage for at optræde på Avalon-scenen. De har desuden optrådt på blandt andre Heartland Festival, Smukfest og SPOT Festival.

## Medlemmer
Barselona bliver til en kvintet, når de spiller koncert, og vennerne fra efterskolen er med på scenen:
- Rud Aslak: vokal, tekstforfatter
- Rasmus Theodor: keyboard, guitar, bas
- Frederik Kruse: guitar
- Valdemar Førster-Christensen: bas
- Mads Hald: trommer

## Diskografi

### Album
| Titel                                                     | Albumdetaljer                                                                     | Højeste placering | Certificering |
| Titel                                                     | Albumdetaljer                                                                     | Danmark           | Certificering |
| --------------------------------------------------------- | --------------------------------------------------------------------------------- | ----------------- | ------------- |
| Legebørn                                                  | - Udgivet: 15. marts 2019 - Selskab: Virgin Records - Format: CD, download, vinyl | —                 |               |
| Hjertebank                                                | - Udgivet: 15. marts 2019 - Selskab: Virgin Records - Format: CD, download, vinyl | —                 |               |
| Væbnet Hjerte                                             | - Udgivet: 15. september 2023 - Selskab: Universal                                | —                 |               |
| "—" markerer en udgivelse, der ikke opnåede en placering. |                                                                                   |                   |               |

### EP'er
- Drengepop (2017)
- Sommerkys (2018)

### Singler
| År                                                        | Titel                             | Højeste placering | Højeste placering | Certificering | Album       |
| År                                                        | Titel                             | Tracklisten       | Airplay           | Certificering | Album       |
| --------------------------------------------------------- | --------------------------------- | ----------------- | ----------------- | ------------- | ----------- |
| 2016                                                      | "Barcelona"                       | —                 | —                 |               | Drengepop   |
| 2017                                                      | "En Sidste Sang"                  | —                 | —                 |               | Drengepop   |
| 2017                                                      | "Pige Og Dreng"                   | —                 | —                 |               | Drengepop   |
| 2017                                                      | "Et år"                           | —                 | —                 |               | Sommerkys   |
| 2018                                                      | "Hvornår" (feat. Thøger Dixgaard) | —                 | —                 |               | Sommerkys   |
| 2018                                                      | "Fridag"                          | —                 | —                 |               | Sommerkys   |
| 2018                                                      | "Uberørt"                         | —                 | —                 |               | Intet album |
| 2018                                                      | "Fra Wien Til Rom"                | —                 | —                 |               | Legebørn    |
| 2019                                                      | "Har Været På Vingerne"           | —                 | —                 |               | Legebørn    |
| 2019                                                      | "Bankende Hjerter"                | —                 | —                 |               | Legebørn    |
| 2019                                                      | "Samme Båd"                       | —                 | —                 |               | Hjertebank  |
| 2019                                                      | "Åbne Arme"                       | —                 | —                 |               | Hjertebank  |
| 2020                                                      | "1 Dag Er Vi 1 Minde"             | —                 | —                 |               | Intet album |
| 2020                                                      | "Min Eneste Rus"                  | —                 | —                 |               | Intet album |
| "—" markerer en udgivelse, der ikke opnåede en placering. |                                   |                   |                   |               |             |